# Grupo DPSP
Grupo DPSP é a segunda maior rede varejista de farmácias do Brasil e 7ª maior rede de varejo do país.
Fundado em 2011, o grupo é resultado da fusão entre a Drogarias Pacheco, líder de mercado no estado do Rio de Janeiro e eleita 14 vezes a Marca dos Cariocas em pesquisa realizada pelo jornal O Globo em parceria com o grupo Troiano, e a Drogaria São Paulo, 2 vezes eleita a Melhor de SP, em pesquisa realizada pela Datafolha.

## História
Em agosto de 2011, a Drogarias Pacheco e a Drogaria São Paulo realizaram um acordo de fusão de suas operações, criando a maior rede varejista de produtos farmacêuticos do Brasil: o Grupo DPSP, formada por 691 drogarias e R$ 7 bilhões em faturamento.
Com a fusão, as ações da rede se dividiram entre os antigos donos de ambas as drogarias, Samuel Barata, da Drogarias Pacheco, e Ronaldo Carvalho, da Drogaria São Paulo. Dois anos depois do acordo, em 2013, o crescimento da rede foi de 13%.
Em 2014, a rede contava com mais de 850 filiais nos estados de São Paulo, Rio de Janeiro, Minas Gerais, Bahia, Espírito Santo, Paraná, Goiás, Pernambuco e no Distrito Federal.
E em julho de 2015, o Grupo DPSP abriu sua loja de número mil, com a inauguração de uma Drogaria São Paulo, em São Bernardo do Campo (SP), e uma Drogarias Pacheco, no Rio de Janeiro, somando, em 2016, mais de 1080 filiais e atendendo, em média, 15 milhões de consumidores por mês.

## Ligações Externas
- Site Drogarias Pacheco
- Site Drogaria São Paulo